# SECOR 5
SECOR 5 (Sequential Collation of Range; również: EGRS 5) – amerykański wojskowy satelita geodezyjny.
Satelita przebywa na orbicie, której trwałość szacowana jest na 10 000 lat.